# Morgia dell'Eremita
Morgia dell'Eremita este o arie protejată (arie specială de conservare — SAC, sit de importanță comunitară — SCI) din Italia întinsă pe o suprafață de 12 ha, integral pe uscat.

## Localizare
Centrul sitului Morgia dell'Eremita este situat la coordonatele 41°44′37″N 14°44′38″E / 41.743611°N 14.743889°E.

## Înființare
Situl Morgia dell'Eremita a fost declarat sit de importanță comunitară în septembrie 1995 pentru a proteja 1 specie de animale. Situl a fost protejat și ca arie specială de conservare în decembrie 2018.

## Biodiversitate
Situată în ecoregiunea mediteraneană, aria protejată conține 2 habitate naturale: Pante stâncoase calcaroase cu vegetație casmofită, Pseudostepă cu ierburi și specii anuale de Thero-Brachypodietea.
La baza desemnării sitului se află o specie protejată de  nevertebrate: fluturele de noapte (Eriogaster catax).
Pe lângă speciile protejate, pe teritoriul sitului au mai fost identificate 8 specii de plante.